# Wikariat apostolski
Wikariat apostolski – typ jednostki kościelnego podziału administracyjnego, spotykany w Kościele rzymskokatolickim. Prawo kanoniczne definiuje go następująco:

Wikariat apostolski lub prefektura apostolska oznacza określaną część Ludu Bożego, która z racji szczególnych okoliczności nie została jeszcze ukonstytuowana jako diecezja i jest powierzona pasterskiej trosce wikariusza apostolskiego lub prefekta apostolskiego, ażeby kierowali nią w imieniu Papieża

W praktyce status wikariatu otrzymują najczęściej wspólnoty zbyt małe, aby uzyskać status diecezji, często znajdujące się na terenach misyjnych. Wikariusz apostolski najczęściej jest biskupem tytularnym. W katolickich Kościołach wschodnich oraz niektórych Kościołach prawosławnych jednostka podobnego typu określana jest mianem egzarchatu.

## Lista wikariatów apostolskich
Boliwia
- Wikariat apostolski Camiri
- Wikariat apostolski El Beni
- Wikariat apostolski Ñuflo de Chávez
- Wikariat apostolski Pando
- Wikariat apostolski Reyes

Brunei
- Wikariat apostolski Brunei

Chile
- Wikariat apostolski Aysén

Czad
- Wikariat apostolski Mongo

Ekwador
- Wikariat apostolski Aguarico
- Wikariat apostolski Esmeraldas
- Wikariat apostolski Galapagos
- Wikariat apostolski Méndez
- Wikariat apostolski Napo
- Wikariat apostolski Puyo
- Wikariat apostolski San Miguel de Sucumbíos
- Wikariat apostolski Zamora en Ecuador

Egipt
- Wikariat apostolski Aleksandrii

Etiopia
- Wikariat apostolski Awasa (podporządkowany bezpośrednio Stolicy Apostolskiej)
- Wikariat apostolski Dżimma - Bonga (podporządkowany bezpośrednio Stolicy Apostolskiej)
- Wikariat apostolski Gambella (podporządkowany bezpośrednio Stolicy Apostolskiej)
- Wikariat apostolski Harar (podporządkowany bezpośrednio Stolicy Apostolskiej)
- Wikariat apostolski Hosanna (podporządkowany bezpośrednio Stolicy Apostolskiej)
- Wikariat apostolski Meki (podporządkowany bezpośrednio Stolicy Apostolskiej)
- Wikariat apostolski Nekemte (podporządkowany bezpośrednio Stolicy Apostolskiej)
- Wikariat apostolski Soddo (podporządkowany bezpośrednio Stolicy Apostolskiej)

Filipiny
- Wikariat apostolski Bontoc-Lagawe
- Wikariat apostolski Calapan
- Wikariat apostolski Jolo
- Wikariat apostolski Puerto Princesa
- Wikariat apostolski San Jose in Mindoro
- Wikariat apostolski Tabuk
- Wikariat apostolski Taytay

Gabon
- Wikariat apostolski Makokou

Ghana
- Wikariat apostolski Donkorkrom

Grecja
- Wikariat apostolski Salonik

Gwatemala
- wikariat apostolski El Petén
- wikariat apostolski Izabal

Kambodża
- Wikariat apostolski Phnom Penh

Kenia
- Wikariat apostolski Isiolo

Kolumbia
- Wikariat apostolski Guapi
- Wikariat apostolski Inírida
- Wikariat apostolski Leticia
- Wikariat apostolski Mitú
- Wikariat apostolski Puerto Carreño
- Wikariat apostolski Puerto Gaitán
- Wikariat apostolski Puerto Leguízamo-Solano
- Wikariat apostolski San Andrés i Providencia

Komory
- Wikariat apostolski Komorów

Laos
- Wikariat apostolski Luang Prabang
- Wikariat apostolski Paksé
- Wikariat apostolski Savannakhet
- Wikariat apostolski Wientian

Liban
- Wikariat apostolski Bejrutu

Libia
- Wikariat apostolski Bengazi
- Wikariat apostolski Darny
- Wikariat apostolski Trypolisu

Mauritius
- Wikariat apostolski Rodrigues

Namibia
- Wikariat apostolski Rundu

Nepal
- Wikariat apostolski Nepalu

Nigeria
- Wikariat apostolski Kontagora

Pakistan
- Wikariat apostolski Quetta

Paragwaj
- Wikariat apostolski Pilcomayo
- Wikariat apostolski Chaco Paraguayo

Panama
- wikariat apostolski Darién

Półwysep Arabski
- Wikariat apostolski Arabii Południowej
- Wikariat apostolski Arabii Północnej

Peru
- Wikariat apostolski Iquitos
- Wikariat apostolski Jaén en Peru o San Francisco Javier
- Wikariat apostolski Pucallpa
- Wikariat apostolski Puerto Maldonado
- Wikariat apostolski Requena
- Wikariat apostolski San José de Amazonas
- Wikariat apostolski San Ramón
- Wikariat apostolski Yurimaguas

RPA
- Wikariat apostolski Aysén

Syria
- Wikariat apostolski Aleppo

Turcja
- Wikariat apostolski Anatolii
- Wikariat apostolski Stambułu

Wenezuela
- Wikariat apostolski Caroní
- Wikariat apostolski Puerto Ayacucho
- Wikariat apostolski Tucupita
- Wikariat apostolski Tierradentro
- Wikariat apostolski Trinidad